# The Monkey's Paw
The Monkey's Paw y La Mano de Mono en Hispanoamérica es un episodio de la primera temporada de la serie animada Brandy & Mr Whiskers. fue el libro más famoso creado por w.w.jacob 

## Sinopsis
Todo comienza cuando Brandy se acuesta en un bote salvavidas a disfrutar de un rico cóctel mientras Whiskers y Ed van en lancha donde Whiskers hace un truco sin mirar y chocan con Brandy. Tras varias horas en las que Whiskers vuela por el aire termina cayendo en la puerta de un templo Maya. Brandy, Ed y Whiskers terminan dentro del templo y Whiskers, buscando aventura encuentra una caja. Luego de una pelea con Brandy sobre abrir y no abrir la caja Whiskers la abre y encuentra dentro la Mano de mono que concede deseos pero hay un truco o un precio que se debe pagar.
Brandy pide ir a casa pero terminan los tres en la casa de la selva. Ed pide que haya muchos peces pero desafortunadamente terminan en el lago lleno de pirañas y deben correr. Entonces es el turno de Whiskers. Brandy para no ser víctima del deseo de Whiskers se escapa atrás de una roca pero gracias a que Whiskers pide ir al "Centro de chocolate de la tierra" y a la magia de la mano que hace que todos vayan con el deseo de uno terminan en una roca en el centro de la tierra y Whiskers pide que los saque de ahí porque el centro de la tierra no es de chocolate si nó de roca derretida.
Brandy pide estar en un avión con destino a su verdadera casa en florida pero la mano le concede solo el avión y ella es quien conduce por lo tanto se marean y Ed pide que pare el avión y el avión para en pleno cielo haciéndolos caer en la selva de nuevo y Whiskers debe conducir muy mal porque Whiskers¨´wiskiÇ. Ed pide estar a salvo en el suelo y los salva pero el avión les cae encima y Brandy pide nunca haber conocido a Whiskers.
Tras haberle borrado la memoria, Ed y Whiskers le muestran todo lo que pasó cuando cayeron en la selva y ella trata de desear que nunca hubiera nacido pero se contiene. Ed y Whiskers corren por la selva y Whiskers le pregunta una idea. Ed dice que en su familia él es el guapo y su hermano Sherm es el cerebro. 
Whiskers dice que desearía que Ed fuera un cerebro y la mano lo concede transformándolo no en una persona lista sino en un cerebro gigante solo y sin cuerpo. Brandy sigue a Whiskers y al cerebro y en un intento de escape, Ed cae al río y las pirañas se lo comen. Whiskers desea nunca haber encontrado la mano y solo aparece cuando Whiskers se tira al río y nada. Lola Boa encuentra la mano y dice que (desearía) tener manos.